# 陳正學
陳正學（1865年—1925年），字文仙、雯暹，號松子，四川省夔州府奉節縣梅溪河東岸窯灣村陳家溝人，光緒三十年進士。

## 生平
由增生中式光緒三十年甲辰恩科會試第113名貢士。
殿試三甲第四名進士，覆試三等四十六名，朝考二等三十三名。
法部主事。
光緒三十二年，遊學日本法政大學速成科。
光緒三十三年十二月癸亥（1908年1月9日），驗看後仍留法部。
湖南桂陽縣知縣。
宣統二年（1910年），任湖南汝城縣知縣。